# نيك غيليام
نيك غيليام (بالإنجليزية: Nick Gilliam)‏ هو لاعب غولف أمريكي، ولد في 27 ديسمبر 1978 في غرين باي في الولايات المتحدة.

## وصلات خارجية
- نيك غيليام على موقع رابطة لاعبي الغولف المحترفين (الإنجليزية)